# Bloodsports
Albums de Suede
A New Morning
(2002)
Bloodsports est le sixième album studio du groupe anglais Suede sorti le 18 mars 2013.

## Liste des titres
| No  | Titre                            | Durée |
| --- | -------------------------------- | ----- |
| 1.  | Barriers                         | 3:42  |
| 2.  | Snowblind                        | 4:03  |
| 3.  | It Starts and Ends with You      | 3:51  |
| 4.  | Sabotage                         | 3:45  |
| 5.  | For the Strangers                | 4:12  |
| 6.  | Hit Me                           | 4:03  |
| 7.  | Sometimes I Feel I'll Float Away | 4:12  |
| 8.  | What Are You Not Telling Me?     | 3:12  |
| 9.  | Always                           | 4:42  |
| 10. | Faultlines                       | 4:05  |